# Richard Arnold
Richard Robert Arnold (Cheverly, 26 november 1963) is een Amerikaans ruimtevaarder. Arnold zijn eerste ruimtevlucht was STS-119 met de spaceshuttle Discovery en vond plaats op 15 maart 2009. De missie bracht het onderdeel S6 Truss naar het Internationaal ruimtestation ISS.
Arnold werd in 2004 geselecteerd door NASA en voltooide twee jaar later zijn training. Tijdens zijn missie maakte hij twee ruimtewandelingen.
Arnold nam in 2018 deel aan ISS-Expeditie 55 en ISS-Expeditie 56.